# Resolutie 1117 Veiligheidsraad Verenigde Naties
Resolutie 1117 van de Veiligheidsraad van de Verenigde Naties werd unaniem door de
VN-Veiligheidsraad aangenomen op 27 juni 1997.

## Achtergrond
Nadat in 1964 geweld was uitgebroken tussen de Griekse en Turkse bevolkingsgroep op Cyprus stationeerden
de VN de UNFICYP-vredesmacht op het eiland. Die macht wordt sindsdien om het half jaar verlengd. In 1974
bezette Turkije het noorden van Cyprus na een Griekse poging tot staatsgreep. In 1983
werd dat noordelijke deel met Turkse steun van Cyprus afgescheurd. Midden 1990 begon het toetredingsproces van
(Grieks) Cyprus tot de Europese Unie maar de EU erkent de Turkse Republiek Noord-Cyprus niet.

## Inhoud

### Waarnemingen
Cyprus stemde in met een nieuwe verlenging van de VN-vredesmacht UNFICYP. Intussen bleven de spanningen
nabij de VN-bufferzone hoog, ondanks dat het aantal ernstige incidenten de 6 voorbije maanden was afgenomen.
Verder zaten de onderhandelingen voor een definitieve oplossing al veel te lang in het slop.

### Handelingen
Het mandaat van UNFICYP werd verlengd tot 31 december. De 2 partijen in het conflict werden herinnerd aan hun verplichting om geweld tegen de vredesmacht te voorkomen. Er werd ook betreurd dat zij door UNFICYP voorgestelde maatregelen om de spanningen te verminderen tot dusver niet aanvaardden. Verder was er bezorgdheid over de almaar sterkere bewapening op Cyprus en het niet afnemende aantal buitenlandse troepen. De Veiligheidsraad riep op om die als eerste stap terug te trekken en ook het defensiebudget van Cyprus terug te schroeven. De status quo naar een oplossing bleef onaanvaardbaar en er werd opgeroepen zich in te zetten voor onderhandelingen. Ten slotte werd de secretaris-generaal gevraagd tegen 10 december te rapporteren over de uitvoering van deze resolutie.

## Verwante resoluties
- Resolutie 1062 Veiligheidsraad Verenigde Naties (1996)
- Resolutie 1092 Veiligheidsraad Verenigde Naties (1996)
- Resolutie 1146 Veiligheidsraad Verenigde Naties
- Resolutie 1178 Veiligheidsraad Verenigde Naties (1998)

Lijst ·  1093 ·  1094 ·  1095 ·  1096 ·  1097 ·  1098 ·  1099 ·  1100 ·  1101 ·  1102 ·  1103 ·  1104 ·  1105 ·  1106 ·  1107 ·  1108 ·  1109 ·  1110 ·  1111 ·  1112 ·  1113 ·  1114 ·  1115 ·  1116 ·  1117 ·  1118 ·  1119 ·  1120 ·  1121 ·  1122 ·  1123 ·  1124 ·  1125 ·  1126 ·  1127 ·  1128 ·  1129 ·  1130 ·  1131 ·  1132 ·  1133 ·  1134 ·  1135 ·  1136 ·  1137 ·  1138 ·  1139 ·  1140 ·  1141 ·  1142 ·  1143 ·  1144 ·  1145 ·  1146